# Treize-Vents
Treize-Vents é uma comuna francesa na região administrativa da Pays de la Loire, no departamento de Vendéia. Estende-se por uma área de 19,12 km². Em 2010 a comuna tinha 1 276 habitantes (densidade: 66,7 hab./km²).